# 크리스 그리카이테
크리스 그리카이테(러시아어: Крис Грикайте, 영어: Kris Grikaite, 2000년 7월 25일 ~ )는 러시아의 모델이다.